# ابن الديبع الشيباني
ابن الدَّيْبَع الشيباني (866 - 944 هـ / 1461 - 1537 م) هو مؤرخ محدث، من أهل زبيد.

## ترجمته
هو عبد الرحمن بن علي بن محمد الشيباني الزبيدي الشافعي، وجيه الدين، المعروف بابن الديبع. أخذ عن خاله أبي النجا وإبراهيم بن جعمان و الزين أحمد الشرجي.

## آثاره
- «بغية المستفيد في أخبار مدينة زبيد»
- «الفضل المزيد في تاريخ زبيد» وهو ذيل لكتاب «بغية المستفيد».
- «قرة العيون في أخبار اليمن» وهو اختصار لكتاب «العسجد المسبوك» للخزرجي.
- «تيسير الوصول، إلى جامع الأصول، من حديث الرسول»
- «أحسن السلوك في من ولي زبيد من الملوك»، أرجوزة.
- «تمييز الطيب من الخبيث» في الحديث.[2]
- «غاية المطلوب وأعظم المنة فيما يغفر الله به الذنوب ويوجب الجنة».